# Capella de la Mare de Déu de l'Ametlla
La Capella de la Mare de Déu de l'Ametlla (o capella de la Mare de Déu de Lorda de l'Ametlla) és la capella de la casa de repòs atesa per les Germanes Associades de l'Obra de la Visitació de Nostra Senyora, a l'edifici de Can Xammar de Baix, a l poble i terme municipal de l'Ametlla del Vallès (Vallès Oriental).